# 1762 Russell
Russell (asteroide 1762) é um asteroide da cintura principal, a 2,6590833 UA. Possui uma excentricidade de 0,075196 e um período orbital de 1 780,79 dias (4,88 anos).
Russell tem uma velocidade orbital média de 17,5651402 km/s e uma inclinação de 2,27731º.
Esse asteroide foi descoberto em 8 de Outubro de 1953 por Goethe Link Obs..